# Systole elongata
Systole elongata är en stekelart som beskrevs av Zerova 1970. Systole elongata ingår i släktet Systole och familjen kragglanssteklar. Inga underarter finns listade i Catalogue of Life.